# Zweiflankenwälzprüfung
Die Zweiflankenwälzprüfung dient der einfachen und schnellen Prüfung von Verzahnungen. Hierzu werden zwei Zahnräder, ein Lehrzahnrad und der Prüfling, spielfrei abgewälzt, wobei aber immer zwei Flanken im Eingriff stehen. Grundlage des Prüfverfahrens ist die Tatsache, dass bei einwandfreier Maß- und Formhaltigkeit der Zahnräder der Achsabstand während des Abwälzens immer gleich bleibt. Um Schwankungen des Achsabstandes zu messen, ist eine Drehachse fest und eine schwimmend gelagert.
Es können mit entsprechenden Messgeräten sowohl Innen- als auch Außenverzahnungen an Zahnrädern und Wellen geprüft werden. Vorteilhaft an der Zweiflankenwälzprüfung ist die Einfachheit, die den Einsatz in Werkstätten und automatisiert in die Produktion integriert erlaubt. Genauer und besser an die Praxis angepasst ist jedoch die Einflankenwälzprüfung.

## Wälzsprung fi
Der Wälzsprung ist die größte Differenz des Wälzachsabstandes, der während der Dauer eines Zahneingriffs auftritt.

## Wälzfehler Fi”
Der Wälzfehler ist die Differenz zwischen dem größten und dem kleinsten Wälzachsabstand innerhalb einer kompletten Umdrehung. Es gehen somit alle Einzelfehler in das Ergebnis ein.